# Landschaftsgarten

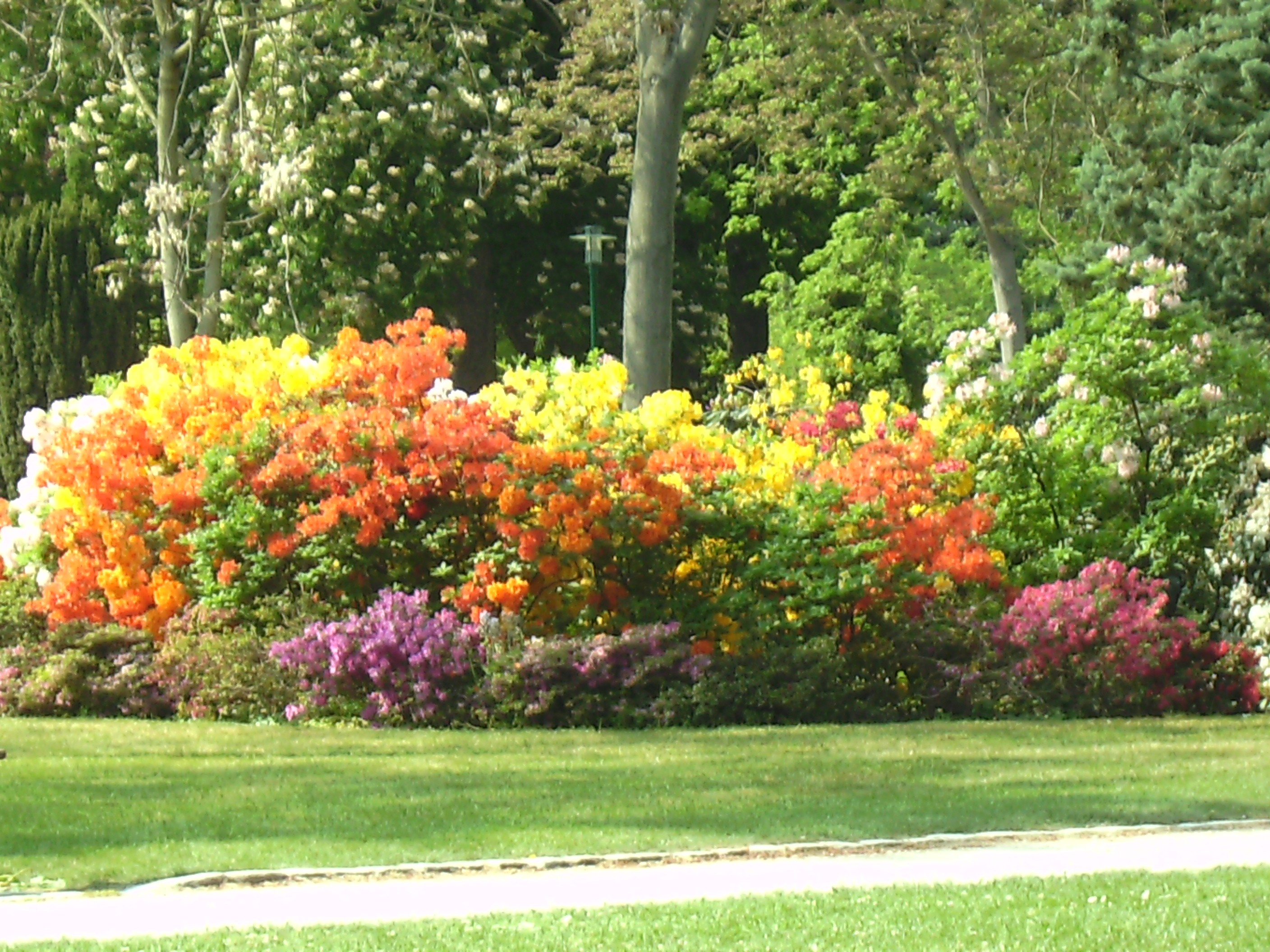
Pépinière – Parklandschaft in Nancy

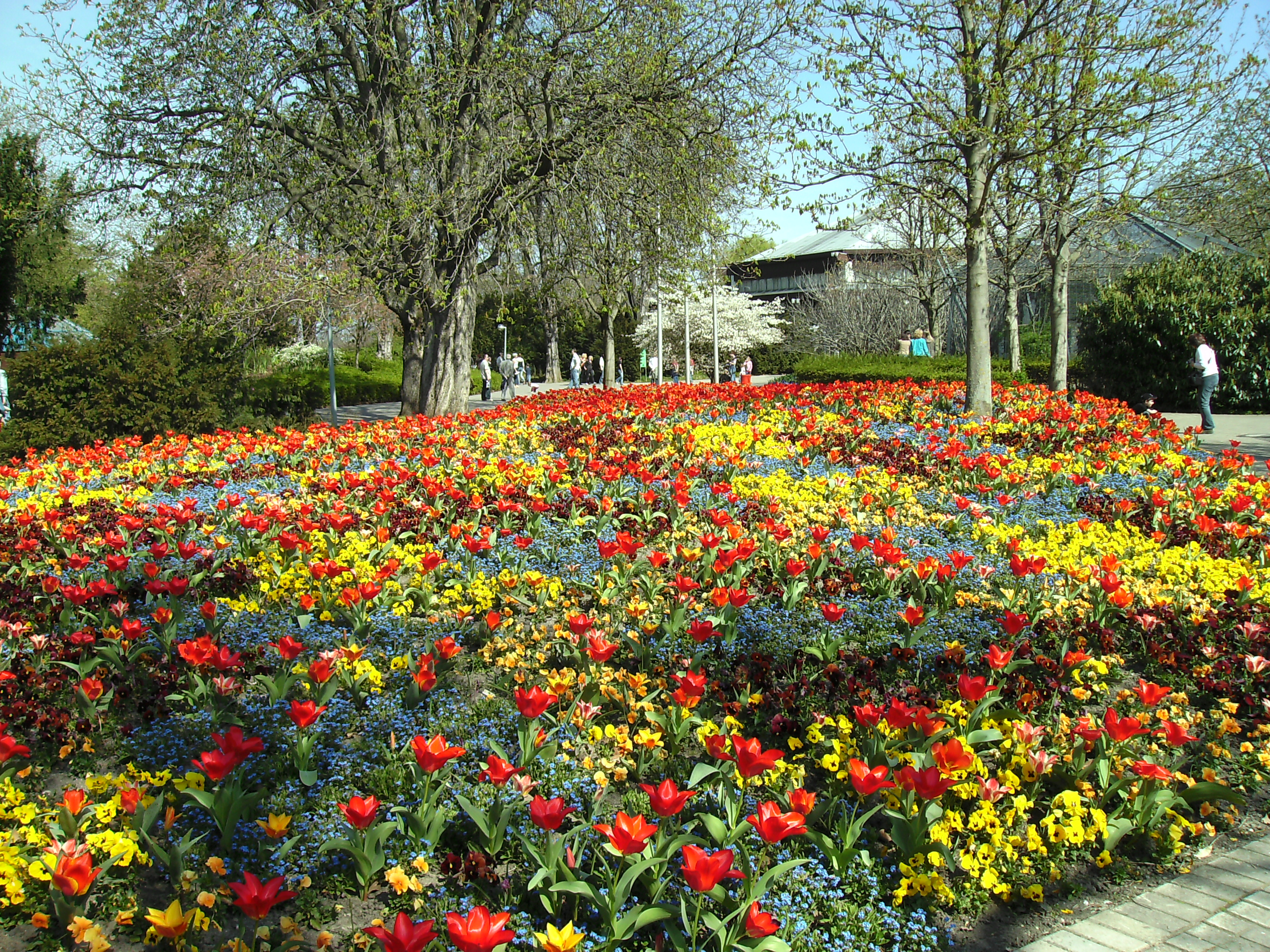
Luisenpark Mannheim

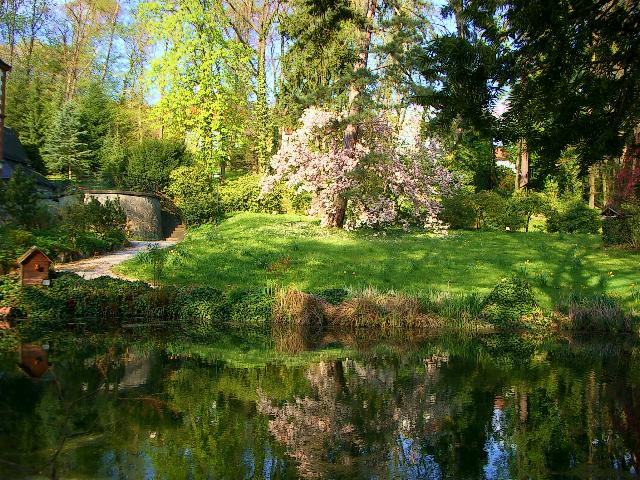
Parkanlage der Villa Haas

Die Begriffe Landschaftsgarten und Landschaftspark bezeichnen eine verhältnismäßig große, nach bestimmten Vorstellungen der Gartenkunst beziehungsweise Landschaftsarchitektur als Landschaft gestaltete Fläche, die sich durch ihre natürlichen, landschaftlichen oder kulturellen Eigenschaften auszeichnet. Landschaftsparks und -gärten hatten ursprünglich vor allem symbolische Funktionen, heutzutage dienen sie vornehmlich der Erhaltung und Aufwertung von Natur, Landschaft und Kultur und sollen die Lebensqualität der Bevölkerung fördern und, als weicher Standortfaktor, die Wirtschaft stärken. Damit ist der Landschaftspark weder ausschließlich Naturraum noch Grünanlage oder Erholungsgebiet und grenzt sich von Nationalpark und Naturpark ab.

## Unterscheidung

### Englischer Landschaftsgarten
Der Englische Landschaftspark oder Englische Landschaftsgarten (auch kurz englischer Park oder englischer Garten) ist ein Landschaftspark, dessen Form und Stil sich in England im 18. Jahrhundert entwickelte. Als Weiterentwicklung der Gartenkunst entstand er als bewusster Kontrast zu den bisherigen formalen Gärten mit dem dominierenden Barockgarten französischer Prägung, der die Natur in geometrisch exakte Formen zwang.

### Volks- und Stadtparks
In der zweiten Hälfte des 18. Jahrhunderts wurden die Landschaftsparks durch Volksparks und innerstädtische Stadtparks ergänzt.

### Ferme Ornée

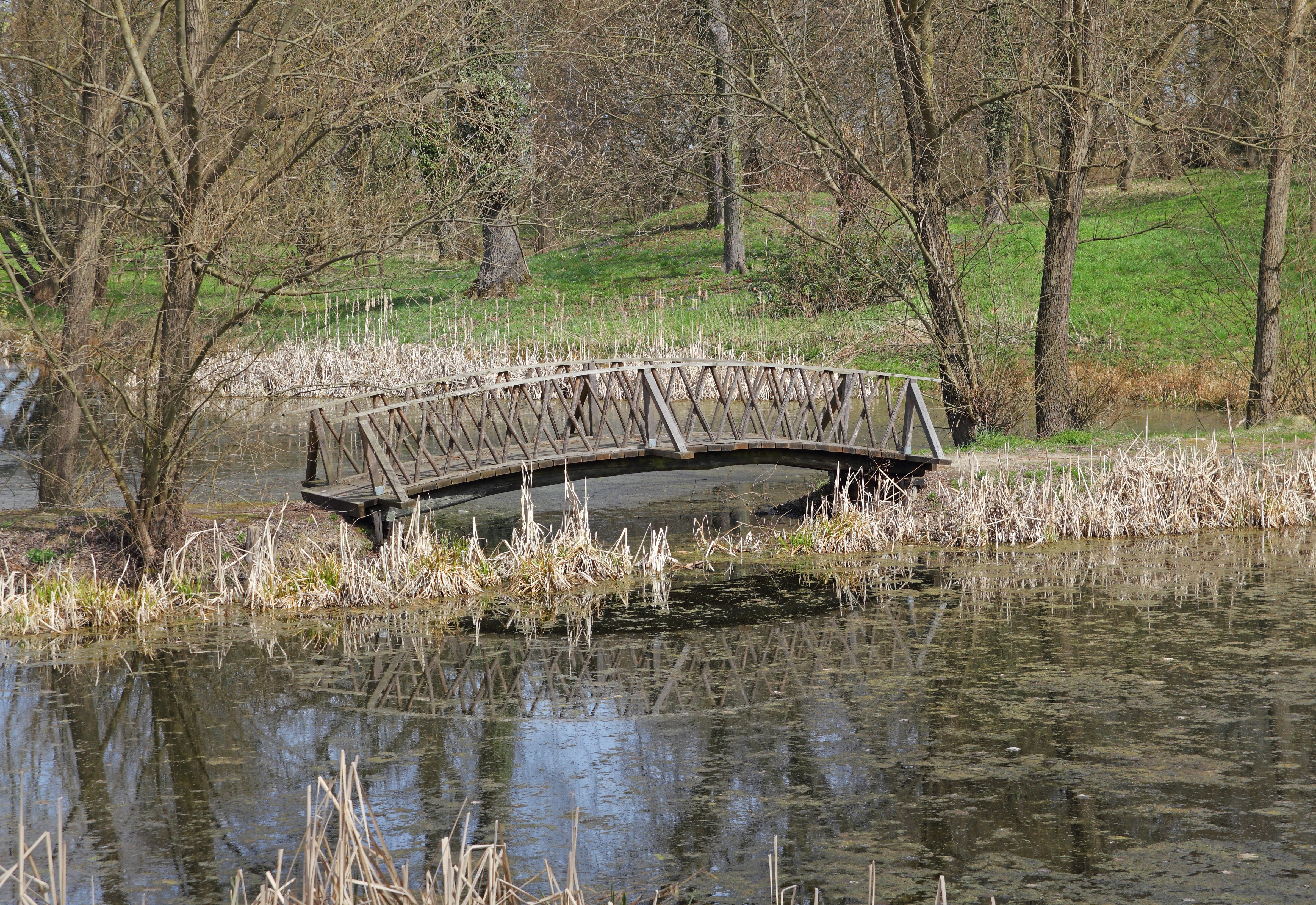
Landschaftspark am Schloss Alt Madlitz

Nach dem englischen Garten- und Landschaftsgestalter William Shenstone hat die Ferme Ornée, auch Ornamental Farm genannt, zum Ziel, ästhetische Gestaltung und landwirtschaftliche Nutzung einer Landschaft in Einklang zu bringen. In seiner Schrift Unconnected thoughts on gardening (1764) beschreibt er das Konzept und die wesentlichen gestalterischen und Nutzungselemente der Ferme Ornée:
- Weidewirtschaft und Ackerbau als Rückgrat der Flächennutzung
- Fließende und stehende Gewässer
- Waldinseln mit Hutewäldern und Wildnis
- Formale und ornamentale Gartenelemente
- Anlage von Alleen zur Landschaftsgliederung
- Inszenierte besondere Orte und Picknickplätze
- (Rund-)Wanderwege zur Erschließung der Landschaftsszenerie

Der englische Park wurde im 18./19. Jh. in Deutschland von Friedrich Ludwig von Sckell, Hermann von Pückler-Muskau und Peter Joseph Lenné künstlerisch weiter entwickelt.
Eine aktuelle Version dieses Konzeptes entsteht zurzeit (2008) im nördlichen Saarland. Dort wird nach dem Vorbild der Ferme Ornée auf einem etwa 180 ha großen Gelände das Projekt „Landschaftspark Imsbach“ realisiert.

### Rekultivierte Industrielandschaften
In jüngerer Zeit wird auch eine manchenorts zu Vergnügungszwecken rekultivierte Industriearchitektur oder postindustrielle Stadtlandschaft als „Landschaftspark“ bezeichnet, so der Landschaftspark Duisburg-Nord (Lapadu) oder der Emscher Landschaftspark. Ein solcher Park ist auch die Neue Landschaft Ronneburg.